# Collias
Collias là một xã trong tỉnh Gard thuộc vùng Occitanie, phía nam nước Pháp. Xã Collias nằm ở khu vực có độ cao trung bình 65 mét trên mực nước biển.